# Everaldo Marques
Everaldo Marques da Silva, también conocido como Everaldo (Porto Alegre, 11 de septiembre de 1944-Santa Cruz do Sul, Río Grande del Sur, 28 de octubre de 1974) fue un jugador de fútbol brasileño. Campeón con Brasil en 1970 e ídolo del Gremio de Porto Alegre, falleció a los 30 años en un accidente automovilístico. Se le considera como uno de los más finos laterales izquierdos de todos los tiempos. 
Al ser el primer jugador gaúcho en ganar una Copa del Mundo en 1970, y a modo de homenaje, el Gremio agregó una estrella dorada en su bandera, la cual permanece hasta nuestros días.

## Carrera

### Inicios y su carrera en el Gremio
Everaldo Marques da Silva nació en Porto Alegre en 1944. Hijo de un estibador y de una empleada doméstica, se crio durante su infancia en el barrio Gloria de aquella ciudad.
En el año 1957, a la edad de 13 años, ingresó a la cantera del Gremio, pasando por las categorías infantojuvenil y juvenil. En 1964 fue enviado a préstramo al Juventude de Caxias do Sul, retornando al Olímpico Monumental dos años después, jugando durante todo el resto de su carrera en el tricolor gaúcho.
Por el club jugó un total de 374 partidos, 212 victorias, 108 empates y 54 derrotas, marcando dos goles y dos autogoles, ganando el tricampeonato gaúcho en 1966, 1967 y 1968, siendo considerado uno de sus ídolos históricos.

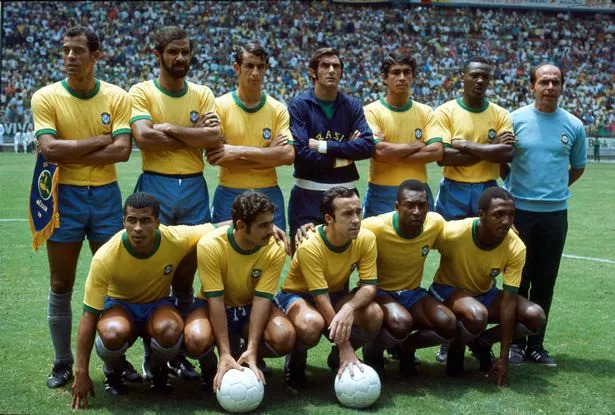
La selección brasileña que jugó el Mundial de 1970. Arriba (de izquierda a derecha): Carlos Alberto, Brito, Piazza, Felix, Clodoaldo y Everaldo. Abajo (de izquierda a derecha): Jairzinho, Rivelino, Tostao, Pelé y Paulo César.

### Debut en la Selección y el Mundial de 1970
En 1967 fue convocado por primera vez a la Selección brasileña. Debutó en la Copa Rio Branco ante Uruguay, trofeo que ganarían,  con lo cual aseguró su lugar en la convocatoria que en 1969 participaría en las Eliminatorias para el Mundial de 1970.
Tras la lesión de quien originalmente sería titular, Marco Antonio, en aquella Copa sería titular en cinco de los seis encuentros, volviéndose fijo del plantel que, de la mano de Pelé, Tostão, Gerson y Jairzinho, ganó de forma invicta el tricampeonato mundial.
El 24 de junio,a su regreso a su natal Porto Alegre, mientras recorría las calles de la ciudad, sería recibido por miles de personas, habiendo hinchas de Gremio como del archirrival, Internacional. Era el primer jugador gaúcho en ganar una Copa del Mundo, y por tal motivo, seis días después, el 30 de junio de 1970, el Consejo Deliberativo del Gremio, en una sesión solemne, perpetuó oficialmente la figura de Everaldo en la historia del Club, dedicándole al deportista la famosa estrella dorada de su bandera, el cual permanece hasta la actualidad. En aquella ocasión, recibió también el título de Atleta Laureado, junto con dos asientos vitalicios en el Estadio Olímpico Monumental de la capital estadual.
Ese mismo año, ganaría la Bota da Prata, siendo, a su vez, reconocido en el mejor once de aquel Brasileirao.

### Después del Tricampeonato
Después del mundial, siguió jugando con la Selección, ganando la Copa Roca de 1971, para finalmente retirarse al año siguiente en un amistoso frente a Paraguay el cual ganaron 3 a 2. Por la verdeamarelha jugó un total de 24 partidos oficiales. Se retiraría definitivamente del fútbol el 8 de septiembre de 1974, al jugar su último partido con Gremio, dos meses antes de su muerte.
Además de todos los premios obtenidos, fue galardonado con el Prêmio Belfort Duarte, concedidos a los "defensas leales", es decir, los que cumplían con el Fair Play, en julio de 1972. Sin embargo, tres meses después, fue suspendido por un año al golpear al árbitro José Faville Neto durante un partido entre Gremio y Cruzeiro por el Brasileirao de aquel año. Llegó a renunciar al premio y a declarar en una comisaría por ello. Para impedir que ocurrieran nuevos casos similares, dos décadas más tarde, las reglas del premio fueron cambiadas, pudiendo obtenerlo sólo los futbolistas retirados.
Durante toda su carrera jugó de lateral izquierdo, teniendo un estilo de juego simple, eficiente y con una gran capacidad de marcación.

## Muerte
El 28 de octubre de 1974, Everaldo viajaba de regreso a Porto Alegre desde Cachoeira do Sul junto a su familia, a bordo de un Dodge Dart, regalo de una concesionaria de Porto Alegre por el tricampeonato obtenido en 1970. Regresaba de un mitin de su campaña a diputado general por el partido ARENA, en un momento que su victoria en las elecciones de la Asamblea Legislativa de Rio Grande do Sul, se daba por hecha. Sin embargo, aquel día, chocó con un camión arrocero, muriendo él, su esposa Cleci y su hija Deise. Falleció a la edad de 30 años. 
Su hermana, Shirley, falleció en otra tragedia, en el incendio del Edificio de Lojas Renner el 27 de abril de 1976.
Su cuerpo descansa junto con los de su familia en el Cementerio Ecuménico Juan XXIII en su natal Porto Alegre.

## Clubes
| Club                                    | Temporadas | Partidos | Goles |
| --------------------------------------- | ---------- | -------- | ----- |
| Esporte Clube Juventude Brasil          | 1965       | ?        | ?     |
| Grêmio Foot-Ball Porto Alegrense Brasil | 1966-1975  | 374      | 2     |

## Palmarés

### Títulos Regionales
| Título            | Club                             | País   | Año  |
| ----------------- | -------------------------------- | ------ | ---- |
| Campeonato Gaúcho | Gremio Foot-Ball Porto Alegrense | Brasil | 1966 |
| Campeonato Gaúcho | Gremio Foot-Ball Porto Alegrense | Brasil | 1967 |
| Campeonato Gaúcho | Gremio Foot-Ball Porto Alegrense | Brasil | 1968 |

### Títulos internacionales
| Título                 | Club                | Sede             | Año  |
| ---------------------- | ------------------- | ---------------- | ---- |
| Copa Rio Branco        | Selección de Brasil | Brasil Uruguay   | 1968 |
| Copa Mundial de Fútbol | Selección de Brasil | México           | 1970 |
| Copa Roca              | Selección de Brasil | Brasil Argentina | 1971 |